# Bahnstrecke Fredericia–Aarhus
| Streckenverlauf Fredericia–Århus |                                                                        |                                                                       |                                                                       |
| Streckennummer: | Banedanmark 23                                                         |                                                                       |                                                                       |
| Kursbuchstrecke: | DSB 60                                                                 |                                                                       |                                                                       |
| Streckenlänge: | 108,5 km                                                               |                                                                       |                                                                       |
| Spurweite: | 1435 mm (Normalspur)                                                   |                                                                       |                                                                       |
| Streckengeschwindigkeit: | Frederica–Vejle 160 km/h Vejle–Horsens 180 km/ Horsens–Aarhus 160 km/h |                                                                       |                                                                       |
| Zugbeeinflussung: | ZUB 123                                                                |                                                                       |                                                                       |
| Zweigleisigkeit: | Aarhus–Fredericia                                                      |                                                                       |                                                                       |
| |                                                                        |                                                                       |                                                                       |
| \| \| \| Grenaabanen von Grenaa \| \| \| \| \| Hafenbahn Aarhus \| \| \| \| 108,5 \| Aarhus H / Aarhus G (1927) \| Aarhus H / Aarhus G (1927) \| \| \| \| \| \| \| \| \| \| \| \| \| \| Ringgade Broen \| \| \| \| \| Bahnbetriebswerk Aarhus \| \| \| \| \| Bahnstrecke Randers–Aarhus nach Randers \| \| \| \| \| Kongsvang \| \| \| \| 103,7 \| Viby J (seit 2004) \| Viby J (seit 2004) \| \| \| \| Odderbanen \| \| \| \| 98,7 \| Hasselager (ab 1976 Haltepunkt, 1979 stillgelegt, nur Anschlussgleis) \| Hasselager (ab 1976 Haltepunkt, 1979 stillgelegt, nur Anschlussgleis) \| \| \| \| Neubaustrecke nach dem Eisenbahngesetz vom 25. Juni 2014 \| \| \| \| 94,2 \| Hørning (ab 1974 Haltepunkt, 1979 stillgelegt, ab 2003 in Betrieb) \| Hørning (ab 1974 Haltepunkt, 1979 stillgelegt, ab 2003 in Betrieb) \| \| \| 90,3 \| Stilling (ab 1974 Haltepunkt, 1979 stillgelegt) \| Stilling (ab 1974 Haltepunkt, 1979 stillgelegt) \| \| \| 85,7 \| Skanderborg \| Skanderborg \| \| \| \| Skanderborg–Silkeborg Jernbane nach Silkeborg \| \| \| \| \| Stilling-Solbjerg Sø[1] \| \| \| \| 76,6 \| Hylke (ab 1973 Haltepunkt, 1974 stillgelegt) \| Hylke (ab 1973 Haltepunkt, 1974 stillgelegt) \| \| \| \| \| \| \| \| 71,6 \| Hovedgård (Pers.-Halt 1974 und Anschlussgleise 1977 stillgelegt) \| Hovedgård (Pers.-Halt 1974 und Anschlussgleise 1977 stillgelegt) \| \| \| 67,3 \| Tvingstrup (1971 stillgelegt) \| Tvingstrup (1971 stillgelegt) \| \| \| \| Bygholm \| \| \| \| \| \| \| \| \| \| Güterbahnhof \| \| \| \| \| Bahnbetriebswerk \| \| \| \| \| Bahnstrecke Horsens–Bryrup–Silkeborg von Lund \| \| \| \| \| (bis 1929) \| \| \| \| 57,1 \| Horsens (1868 / 1929) \| Horsens (1868 / 1929) \| \| \| \| (bis 1929) \| \| \| \| \| Horsens-Odder Jernbane von Odder \| \| \| \| \| Hafenbahn Horsens \| \| \| \| \| Bahnstrecke Horsens–Juelsminde nach Juelsminde \| \| \| \| 52,1 \| Hatting (1971 stillgelegt) \| Hatting (1971 stillgelegt) \| \| \| 48,8 \| Eriknauer (1962 stillgelegt) \| Eriknauer (1962 stillgelegt) \| \| \| 44,8 \| Løsning (Bhf. bis 1971, 1974 stillgelegt) \| Løsning (Bhf. bis 1971, 1974 stillgelegt) \| \| \| 40,8 \| Hedensted (bis 1974, ab 2006) \| Hedensted (bis 1974, ab 2006) \| \| \| 37,3 \| Daugård (1970 stillgelegt) \| Daugård (1970 stillgelegt) \| \| \| \| Neubaustrecke nach dem Eisenbahngesetz vom 25. Juni 2014 \| \| \| \| \| Vejle Fjord \| \| \| \| \| Bahnstrecke Vejle–Holstebro von Herning \| \| \| \| 25,7 \| Vejle \| Vejle \| \| \| \| Vejle Å \| \| \| \| \| Hafenbahn Vejle \| \| \| \| \| Godsterminal \| \| \| \| 20,0 \| Munkebjerg (1918–1966, mit Fahrkartenverkauf) \| Munkebjerg (1918–1966, mit Fahrkartenverkauf) \| \| \| \| \| \| \| \| 14,8 \| Brejning (Bhf. bis 1973) \| Brejning (Bhf. bis 1973) \| \| \| 11,9 \| Børkop (Haltepunkt seit 1973, signaltechnisch Bhf.) \| Børkop (Haltepunkt seit 1973, signaltechnisch Bhf.) \| \| \| 7,2 \| Pjedsted (ab 1971 Haltepunkt, 1979 stillgelegt) \| Pjedsted (ab 1971 Haltepunkt, 1979 stillgelegt) \| \| \| \| (bis 24. April 1931) \| \| \| \| \| Industrieanschluss \| \| \| \| \| Bahnbetriebswerk \| \| \| \| \| Fredericia (bis 14. Mai 1935) \| \| \| \| \| Abstellgruppe \| \| \| \| 0,0 \| Fredericia (ab 14. Mai 1935) \| Fredericia (ab 14. Mai 1935) \| \| \| \| (bis 24. April 1931) \| \| \| \| \| Hafenbahn / Trajekt nach Strib (bis 14. Mai 1935) \| \| \| \| \| Bahnstrecke København–Fredericia nach Odense \| \| \| \| \| Bahnstrecke Fredericia–Flensburg nach Padborg \| \| \| \| \| \| \| \| Quellen: [2] \| \| \| \| |                                                                        |                                                                       |                                                                       |
| Strecke |                                                                        | Grenaabanen von Grenaa                                                | Grenaabanen von Grenaa                                                |
| Abzweig geradeaus und von links |                                                                        | Hafenbahn Aarhus                                                      | Hafenbahn Aarhus                                                      |
| Betriebs-/Güterbahnhof Streckenanfang · Bahnhof | 108,5                                                                  | Aarhus H / Aarhus G (1927)                                            | Aarhus H / Aarhus G (1927)                                            |
| Strecke nach links · Abzweig geradeaus und von rechts |                                                                        |                                                                       |                                                                       |
| Abzweig geradeaus und nach links · Strecke von rechts |                                                                        |                                                                       |                                                                       |
| Strecke mit Straßenbrücke · Strecke mit Straßenbrücke |                                                                        | Ringgade Broen                                                        | Ringgade Broen                                                        |
| Abzweig geradeaus und nach rechts · Strecke |                                                                        | Bahnbetriebswerk Aarhus                                               | Bahnbetriebswerk Aarhus                                               |
| Abzweig geradeaus und nach rechts · Strecke |                                                                        | Bahnstrecke Randers–Aarhus nach Randers                               | Bahnstrecke Randers–Aarhus nach Randers                               |
| Strecke · Haltepunkt / Haltestelle |                                                                        | Kongsvang                                                             | Kongsvang                                                             |
| Haltepunkt / Haltestelle · Bahnhof | 103,7                                                                  | Viby J (seit 2004)                                                    | Viby J (seit 2004)                                                    |
| Strecke · Strecke nach links |                                                                        | Odderbanen                                                            | Odderbanen                                                            |
| Blockstelle | 98,7                                                                   | Hasselager (ab 1976 Haltepunkt, 1979 stillgelegt, nur Anschlussgleis) | Hasselager (ab 1976 Haltepunkt, 1979 stillgelegt, nur Anschlussgleis) |
| Abzweig geradeaus und ehemals nach links · Strecke von rechts (außer Betrieb) |                                                                        | Neubaustrecke nach dem Eisenbahngesetz vom 25. Juni 2014              | Neubaustrecke nach dem Eisenbahngesetz vom 25. Juni 2014              |
| Bahnhof · Strecke (außer Betrieb) | 94,2                                                                   | Hørning (ab 1974 Haltepunkt, 1979 stillgelegt, ab 2003 in Betrieb)    | Hørning (ab 1974 Haltepunkt, 1979 stillgelegt, ab 2003 in Betrieb)    |
| ehemaliger Bahnhof · Strecke (außer Betrieb) | 90,3                                                                   | Stilling (ab 1974 Haltepunkt, 1979 stillgelegt)                       | Stilling (ab 1974 Haltepunkt, 1979 stillgelegt)                       |
| Bahnhof · Strecke (außer Betrieb) | 85,7                                                                   | Skanderborg                                                           | Skanderborg                                                           |
| Abzweig geradeaus und nach rechts · Strecke (außer Betrieb) |                                                                        | Skanderborg–Silkeborg Jernbane nach Silkeborg                         | Skanderborg–Silkeborg Jernbane nach Silkeborg                         |
| Brücke über Wasserlauf · Strecke (außer Betrieb) |                                                                        | Stilling-Solbjerg Sø                                                  | Stilling-Solbjerg Sø                                                  |
| ehemaliger Bahnhof · Strecke (außer Betrieb) | 76,6                                                                   | Hylke (ab 1973 Haltepunkt, 1974 stillgelegt)                          | Hylke (ab 1973 Haltepunkt, 1974 stillgelegt)                          |
| Abzweig geradeaus und ehemals von links · Strecke nach rechts (außer Betrieb) |                                                                        |                                                                       |                                                                       |
| Dienststation / Betriebs- oder Güterbahnhof | 71,6                                                                   | Hovedgård (Pers.-Halt 1974 und Anschlussgleise 1977 stillgelegt)      | Hovedgård (Pers.-Halt 1974 und Anschlussgleise 1977 stillgelegt)      |
| ehemaliger Bahnhof | 67,3                                                                   | Tvingstrup (1971 stillgelegt)                                         | Tvingstrup (1971 stillgelegt)                                         |
| ehemaliger Haltepunkt / Haltestelle |                                                                        | Bygholm                                                               | Bygholm                                                               |
| Abzweig geradeaus und ehemals nach links · Strecke von rechts (außer Betrieb) |                                                                        |                                                                       |                                                                       |
| Strecke · Abzweig geradeaus und nach links (Strecke außer Betrieb) |                                                                        | Güterbahnhof                                                          | Güterbahnhof                                                          |
| Strecke · Betriebsstelle Streckenende (Strecke außer Betrieb) |                                                                        | Bahnbetriebswerk                                                      | Bahnbetriebswerk                                                      |
| Abzweig geradeaus und ehemals von rechts |                                                                        | Bahnstrecke Horsens–Bryrup–Silkeborg von Lund                         | Bahnstrecke Horsens–Bryrup–Silkeborg von Lund                         |
| Abzweig geradeaus und ehemals nach links · Strecke von rechts (außer Betrieb) |                                                                        | (bis 1929)                                                            | (bis 1929)                                                            |
| Bahnhof · Bahnhof (Strecke außer Betrieb) | 57,1                                                                   | Horsens (1868 / 1929)                                                 | Horsens (1868 / 1929)                                                 |
| Abzweig geradeaus und ehemals von links · Strecke nach rechts (außer Betrieb) |                                                                        | (bis 1929)                                                            | (bis 1929)                                                            |
| Abzweig geradeaus und ehemals nach links |                                                                        | Horsens-Odder Jernbane von Odder                                      | Horsens-Odder Jernbane von Odder                                      |
| Abzweig geradeaus und nach links |                                                                        | Hafenbahn Horsens                                                     | Hafenbahn Horsens                                                     |
| Abzweig geradeaus und ehemals nach links |                                                                        | Bahnstrecke Horsens–Juelsminde nach Juelsminde                        | Bahnstrecke Horsens–Juelsminde nach Juelsminde                        |
| ehemaliger Bahnhof | 52,1                                                                   | Hatting (1971 stillgelegt)                                            | Hatting (1971 stillgelegt)                                            |
| ehemaliger Haltepunkt / Haltestelle | 48,8                                                                   | Eriknauer (1962 stillgelegt)                                          | Eriknauer (1962 stillgelegt)                                          |
| ehemaliger Haltepunkt / Haltestelle | 44,8                                                                   | Løsning (Bhf. bis 1971, 1974 stillgelegt)                             | Løsning (Bhf. bis 1971, 1974 stillgelegt)                             |
| Bahnhof | 40,8                                                                   | Hedensted (bis 1974, ab 2006)                                         | Hedensted (bis 1974, ab 2006)                                         |
| ehemaliger Bahnhof | 37,3                                                                   | Daugård (1970 stillgelegt)                                            | Daugård (1970 stillgelegt)                                            |
| Abzweig geradeaus und ehemals nach links · Strecke von rechts (außer Betrieb) |                                                                        | Neubaustrecke nach dem Eisenbahngesetz vom 25. Juni 2014              | Neubaustrecke nach dem Eisenbahngesetz vom 25. Juni 2014              |
| Strecke · Brücke über Wasserlauf (Strecke außer Betrieb) |                                                                        | Vejle Fjord                                                           | Vejle Fjord                                                           |
| Abzweig geradeaus und von rechts · Strecke (außer Betrieb) |                                                                        | Bahnstrecke Vejle–Holstebro von Herning                               | Bahnstrecke Vejle–Holstebro von Herning                               |
| Bahnhof · Strecke (außer Betrieb) | 25,7                                                                   | Vejle                                                                 | Vejle                                                                 |
| Brücke über Wasserlauf · Strecke (außer Betrieb) |                                                                        | Vejle Å                                                               | Vejle Å                                                               |
| Abzweig geradeaus und von links · Strecke (außer Betrieb) |                                                                        | Hafenbahn Vejle                                                       | Hafenbahn Vejle                                                       |
| Abzweig geradeaus und von rechts · Strecke (außer Betrieb) |                                                                        | Godsterminal                                                          | Godsterminal                                                          |
| ehemaliger Haltepunkt / Haltestelle · Strecke (außer Betrieb) | 20,0                                                                   | Munkebjerg (1918–1966, mit Fahrkartenverkauf)                         | Munkebjerg (1918–1966, mit Fahrkartenverkauf)                         |
| Abzweig geradeaus und ehemals von links · Strecke nach rechts (außer Betrieb) |                                                                        |                                                                       |                                                                       |
| Haltepunkt / Haltestelle | 14,8                                                                   | Brejning (Bhf. bis 1973)                                              | Brejning (Bhf. bis 1973)                                              |
| Bahnhof | 11,9                                                                   | Børkop (Haltepunkt seit 1973, signaltechnisch Bhf.)                   | Børkop (Haltepunkt seit 1973, signaltechnisch Bhf.)                   |
| ehemaliger Bahnhof | 7,2                                                                    | Pjedsted (ab 1971 Haltepunkt, 1979 stillgelegt)                       | Pjedsted (ab 1971 Haltepunkt, 1979 stillgelegt)                       |
| Strecke von links (außer Betrieb) · Abzweig geradeaus und ehemals nach rechts |                                                                        | (bis 24. April 1931)                                                  | (bis 24. April 1931)                                                  |
| Strecke (außer Betrieb) · Abzweig geradeaus und von links |                                                                        | Industrieanschluss                                                    | Industrieanschluss                                                    |
| Strecke (außer Betrieb) · Abzweig geradeaus und von links |                                                                        | Bahnbetriebswerk                                                      | Bahnbetriebswerk                                                      |
| Strecke (außer Betrieb) · Strecke · Kopfbahnhof Streckenanfang (Strecke außer Betrieb) |                                                                        | Fredericia (bis 14. Mai 1935)                                         | Fredericia (bis 14. Mai 1935)                                         |
| Strecke (außer Betrieb) · Strecke · Betriebsstelle Strecke bis hier außer Betrieb |                                                                        | Abstellgruppe                                                         | Abstellgruppe                                                         |
| Strecke (außer Betrieb) · Bahnhof · Strecke | 0,0                                                                    | Fredericia (ab 14. Mai 1935)                                          | Fredericia (ab 14. Mai 1935)                                          |
| Strecke nach links (außer Betrieb) · Abzweig geradeaus und ehemals von rechts · Strecke |                                                                        | (bis 24. April 1931)                                                  | (bis 24. April 1931)                                                  |
| Eisenbahnfähre quer (Strecke außer Betrieb) · Abzweig geradeaus, nach links und ehemals von links · Abzweig ehemals quer, nach links und nach rechts |                                                                        | Hafenbahn / Trajekt nach Strib (bis 14. Mai 1935)                     | Hafenbahn / Trajekt nach Strib (bis 14. Mai 1935)                     |
| Abzweig geradeaus und nach links |                                                                        | Bahnstrecke København–Fredericia nach Odense                          | Bahnstrecke København–Fredericia nach Odense                          |
| Strecke |                                                                        | Bahnstrecke Fredericia–Flensburg nach Padborg                         | Bahnstrecke Fredericia–Flensburg nach Padborg                         |
| |                                                                        |                                                                       |                                                                       |
| Quellen: |                                                                        |                                                                       |                                                                       |

Die Bahnstrecke Fredericia–Aarhus ist eine Eisenbahnstrecke in Dänemark, die Aarhus mit Fredericia in Jütland verbindet. Die Strecke ist durchgehend zweigleisig ausgebaut und Teil der Østjyske længdebane (deutsch Ostjütländische Längsbahn), die im Sprachgebrauch nur Længdebane genannt wird.

## Geschichte
Die Bahnstrecke wurde am 4. Oktober 1868 eingeweiht. Sie verband die seit 1866 vom Süden her kommende Bahnstrecke Fredericia–Flensburg über Vamdrup und Varris, die am 19. März 1872 eröffnete Eisenbahnfährverbindung nach Strib sowie die vom Norden seit 1862 eröffnete Bahnstrecke Randers–Aarhus über Langå.
Die Strecke war der vorletzte Strecke, die Peto, Brassey and Betts im Auftrag der dänischen Regierung baute. Die Strecke wurde am 18. Dezember 1860 mit dem Konsortium festgelegt und mit dem Eisenbahngesetz vom 10. März 1861 beschlossen. Die Linienführung war in der Vereinbarung noch nicht enthalten. Durch das Eisenbahngesetz vom 19. Januar 1863 wurde die Streckenführung Fredericia–Vejle–Horsens–Fuldbro Mølle–Stilling–Aarhus festgelegt. Eine Änderung der Streckenführung wurde nach dem Deutsch-Dänischen Krieg von 1864 beschlossen. Diese Änderung wurde im Eisenbahngesetz vom 22. Mai 1866 festgelegt. Dadurch führte die Strecke zwischen Horsens und Aarhus über Skanderborg.
Die Strecke wurde zwischen 1916 und 1929 zweigleisig ausgebaut. Am 24. April 1931 wurde im Zuge der Vorbereitungen für den Bau des neuen Bahnhofes in Fredericia, mit dem der Kopfbahnhof durch einen Durchgangsbahnhof ersetzt wurde, die Strecke zwischen Fredericia und Bredstrup nach Norden verlegt.
Eine weitere Modernisierung erfolgte zwischen 1967 und 1975, als mehrere Bahnhöfe auf Fernsteuerung umgestellt wurden. Zwischen 1973 und 1975 wurde ein Streckenabschnitt südlich von Horsens begradigt, um höhere Geschwindigkeiten zu ermöglichen.
Durch eine Rahmenvereinbarung hatten Danske Statsbaner beschlossen, die Strecke von 1995 bis 1998 zu elektrifizieren. Gleichzeitig sollten die Teilstrecken von Eriknauer nach Horsens und von Horsens nach Skanderborg begradigt werden. Diese Vereinbarung wurde im Eisenbahngesetz vom 20. Mai 1997 (Gesetz Nr. 342) festgeschrieben. Im November 1999 wurde das Projekt gestoppt, da neue Berechnungen eine Elektrifizierung als nicht rentabel bewerteten. Nach dieser Entscheidung konnte DSB neue Dieseltriebwagen der Baureihe DSB MG beschaffen, die später als IC4 bekannt wurden. Zusätzlich gab es eine lokale Opposition gegen diese Ausbaupläne. Es erfolgte die Aufhebung der Vereinbarung durch das Gesetz Nr. 496 vom 7. Juni 2001.
Für eine weitere Begradigung der Strecke über den Stilling-Solbjerg Sø wurden im April 2016 Bodenuntersuchungen als Vorbereitung für den Bau einer neuen, niedrigen Brücke auf einer geplanten westliche Route, wo der See am schmalsten und der Seeboden nur 10 bis 15 Meter tief ist.

## Neubaustrecke
Mit dem Eisenbahngesetz vom 25. Juni 2014 (Anlage 2 des Gesetzes) beauftragte das dänische Folketing das Transportministerium, eine neue Streckenführung über den Vejle Fjord zu planen und zu projektieren, einschließlich der Prüfung ihrer Auswirkungen auf die Umwelt. Damit soll der Bahnhof Vejle umgangen und die Streckenhöchstgeschwindigkeit in diesem Abschnitt erhöht werden.
Zudem soll die Streckenführung zwischen Hovedgård und Hasselager begradigt werden, um die Streckenhöchstgeschwindigkeit zu erhöhen (Anlage 3 des Gesetzes).

## Hafenbahn Horsens

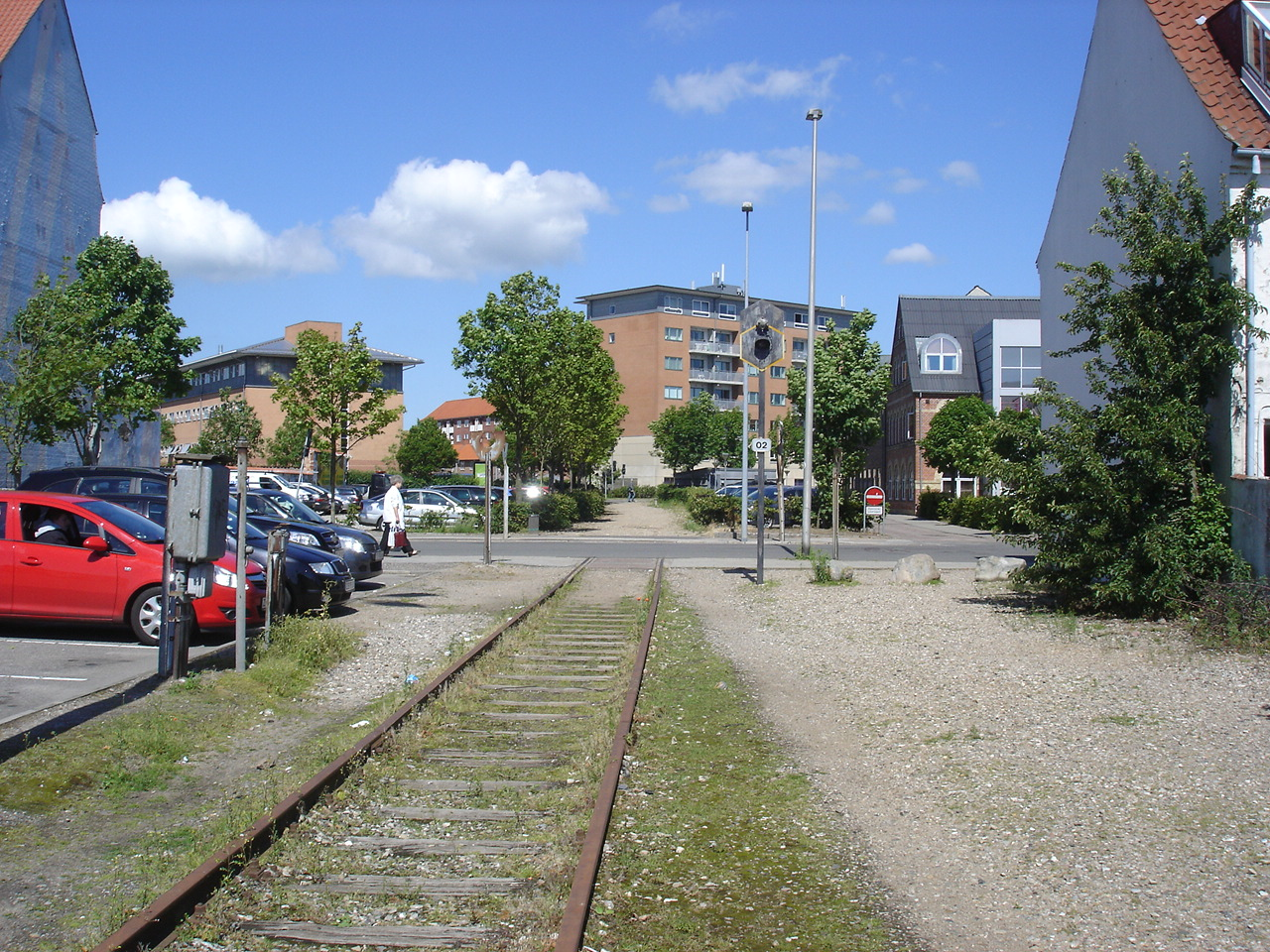
Hafenbahn Horsens: Gleisrest in der Sønderbrogade

Vom Bahnhof Horsens führte eine 900 Meter lange Hafenbahn zum Hafen. Im Hafen lagen insgesamt 2,3 Kilometer Hafengleise. Vor der offiziellen Stilllegung der Hafenbahn 2005 wurden die Anschlussgleise schon mehrere Jahre nicht mehr benutzt. Das Gleisbett ist noch vorhanden und die Schienen liegen noch auf den meisten Streckenabschnitten.

## Hafenbahn Vejle
Mit dem Bau der Bahnstrecke wurde der Hafen Vejle an das Streckennetz angeschlossen. Vom Süden her kommend biegt die Trasse der Hafenbahn vor dem Bahnhof nach Osten ab. Vor dem Erreichen des Hafenbeckens teilt sich die Strecke und schließt am Nordkai sowie am Südkai zahlreiche Industriebetriebe sowie ein Tanklager an.

## Verkehr
Der Verkehr mit Nahverkehrszügen auf der Strecke Fredericia–Aarhus wurde 1971 aufgenommen, wobei ein Teil der Bahnhöfe stillgelegt wurde. 1974 wurden mit der Einführung der InterCity-Züge die Bahnhöfe Hedensted und Hovedgård geschlossen. Mit der Einführung des Regionaltog 1979 von Fredericia über Herning nach Struer wurde Pjedsted geschlossen. Im Abschnitt zwischen Aarhus und Skanderborg wurden weitere Stationen stillgelegt. Hørning, Viby J und Hedensted wurden später wieder eröffnet.
Seit Januar 2003 wird die Strecke Aarhus–Skanderborg von Arriva und DSB bedient, der Abschnitt Skanderborg–Fredericia wird nur von DSB befahren.
Gemäß einer Ausschreibung des Transport-, Bygnings- og Boligministeriet (deutsch Ministeriums für Verkehr, Bau und Wohnungswesen) für die Durchführung des Regionalverkehrs in Dänemark durch private Anbieter wurde ab Dezember 2020 die Vergabe der Zugleistungen zwischen Aarhus und Skanderborg per Vertrag über acht Jahre festgeschrieben.